# Jacques Baudrier
Jacques Baudrier (París, 4 de maig de 1872 - ?) va ser un regatista francès, que va competir a cavall del segle xix i el segle xx. El 1900 va prendre part en els Jocs Olímpics de París on participà en diferents proves del programa de vela. Guanyà dues medalles, una de plata en la 1a cursa de la modalitat de ½ a 1 tona, juntament amb Jean Le Bret, Félix Marcotte i William Martin i Jules Valton, i una de bronze en la primera cursa de la categoria d'1 a 2 tones, juntament amb Lucien Baudrier, Dubosq i Edouard Mantois.
A final de la dècada de 1920 fou president del Cercle de Vela de París.